# نهر کوت (آبادان)
نهرکوت، روستایی از توابع بخش اروندکنار شهرستان آبادان در استان خوزستان ایران است.

## جمعیت
این روستا در دهستان مینوبار قرار دارد و براساس سرشماری عمومی نفوس و مسکن (۱۳۹۵)، جمعیت آن ۱۶۰ نفر (۵۰ خانوار ) شامل ۷۵ مرد و ۸۵ زن بوده‌است. نتایج سرشماری سال ۱۳۸۵ حاکی از وجود ۶۹ مرد و ۷۵ زن و در مجموع ۱۴۴ فرد باسواد در این روستا است. شمار بی‌سوادان روستای نهرکوت، ۲۶ نفر شامل ۶ مرد و ۲۰ زن بی‌سواد بوده‌است.